# クリス・バーンズ
クリス・バーンズ（Chris Barnes、1967年12月29日 - ）は、アメリカ合衆国のミュージシャンである。カンニバル・コープスの初代ボーカル(1995年まで)として活動していた。現在はシックス・フィート・アンダーのボーカルとして活動している。

## 略歴
1986年、故郷のバッファローにてデス・スラッシュバンド「Tirant Sin」を結成。
1988年、カンニバル・コープスを結成。
1993年、サイドプロジェクト「シックス・フィート・アンダー」を結成し、活動を始める。
1995年にメンバーとの方向性の違いによりカンニバル・コープスからの解雇を言い渡された。クリスは2001年のインタビューにて「カンニバル・コープスをクビになった時の事は忘れられない。ただあそこでは自分の思い通りの曲が書けなかったので、結果としては良かったと思っている。」と語っている。
また、クリスは「カンニバル・コープスでの活動は自分の誇りに思っている。」と語っている。
カンニバル・コープス脱退以降はシックス・フィート・アンダーでの活動に力を入れている。

## 音楽性
しばしば「非人間的」と称される強烈なガテラルボイスを得意とする。
作詞スタイルとしては『Shredded Humans』『Hammer Smashed Face』『I Cum Blood』等壮絶な事故・事件現場、サディズム、屍姦等を題材にした非常に暴力的な歌詞を得意とする。